# 釋玄約
釋玄約（生卒年不詳），俗姓張，正平人，為唐朝絳州龍興寺沙門 。

## 生平
玄約法師幼年時就萌生出家的志向，以夙世善根成熟投鄉里龍興寺落髮，出家後圓滿受持具足戒，時時檢察心念行持，持戒精嚴，因戒行德芳在同輩僧中受到的敬仰。
玄約法師在往後數年間深習律藏與論典，偏求善知識請益玄奧難懂的法義。參學到長安崇聖寺，以戒德學養受推舉，而登壇講律，開講戒律兼及《俱舍論》共四十餘遍，講壇授課有三百餘人聽講，著有《俱舍論金華鈔》，盛傳一時。
法師一生勤於弘律及治學講授，座下門人有百餘位，後於龍興寺木塔院圓寂，世壽七十六歲，僧臘五十六。法體荼毘 後得舍利子數百粒，僧俗弟子們於郡城的西邊建立舍利塔安奉。

## 著作
- 《俱舍論金華鈔》二十卷。